# Kaffee Worpswede
Das Kaffee Worpswede, Lindenallee 1, im Zentrum der niedersächsischen Gemeinde Worpswede, wurde im ersten Drittel des 20. Jahrhunderts gebaut.
Das Gebäude in einer Gruppe (mit Logierhaus und Großer Kunstschau) steht unter Denkmalschutz (siehe auch Liste der Baudenkmale in Worpswede).

## Geschichte und Beschreibung

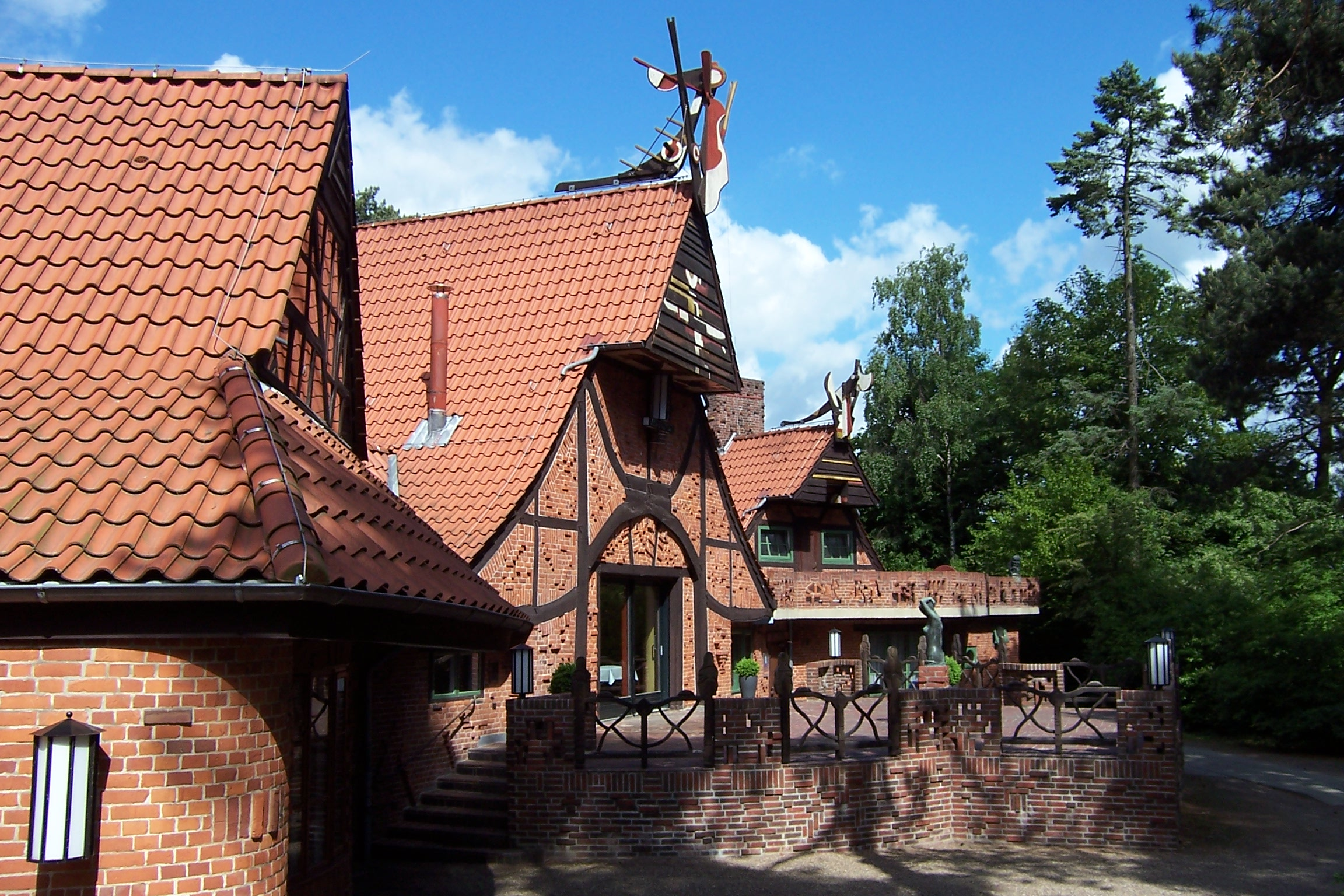
Seitenansicht der Fassade

Worpswede im Teufelsmoor wurde 1218 erstmals als Besitz des Klosters Osterholz erwähnt. 1889 entstand die Künstlerkolonie Worpswede mit prominenten Mitgliedern wie Otto Modersohn (1865–1943) und Paula Modersohn-Becker (1876–1907). 1914 zog Bernhard Hoetger in den Ort.

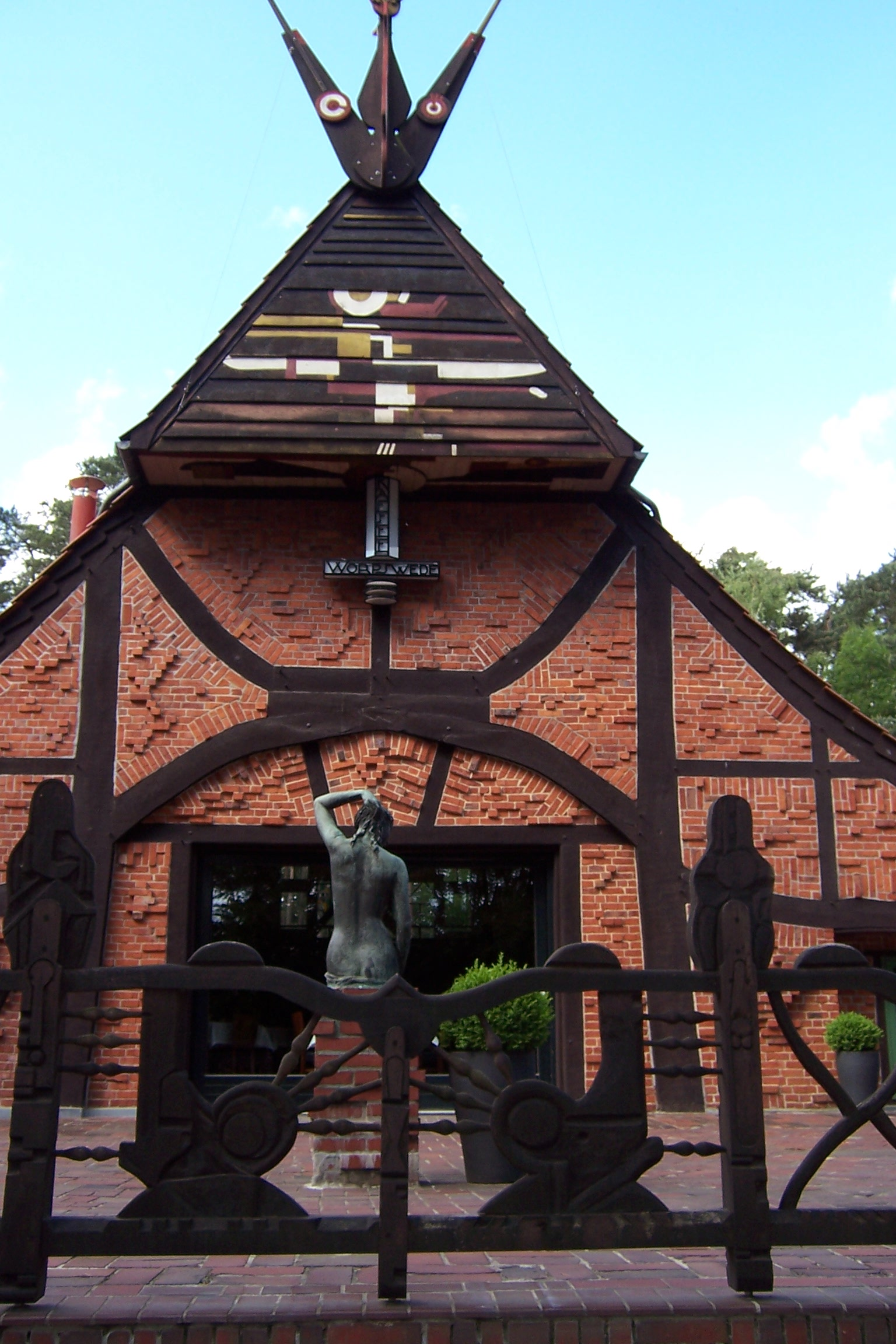
Terrasse mit Skulptur Darmstädter Torso (Jugend) von 1909

Das eingeschossige giebelständige Gebäude auf unregelmäßigem Grundriss als doppeltes Giebelhaus in Backstein, mit ziegelgedecktem Satteldach in Fachwerk mit vor- und rückspringenden unregelmäßigen Steinausfachungen wurde 1925 nach Plänen von Bernhard Hoetger als Café und Restaurant gebaut. Mit dem im Detail durchgeformten Haus verwirklichte er seinen expressionistischen Stil zu einer organischen Einheit als seine kreative Schöpfung. Die beschnitzten Balken sind geschwungen und greifen weit über die Fassade hinaus. Die vorgelagerte Terrasse hat ein plastisches Geländer zwischen den Backsteinpfeilern.
Im Inneren ist das zentrale Kunstwerk die Weltenesche „Yggdrasil“ aus der nordischen Mythologie. Die Böden haben unterschiedlichste Keramikfliesen im wilden Verband. Die farbigen Wände und Decken des Gastraums mit einer seitlichen Bühne sind teils mit geometrischen Formen bemalt.
Hoetger brachte für das Projekt geschätzte 100.000 Reichsmark auf. Im Volksmund hieß es auch „Café Verrückt“. Hoetger hingegen befand auf einem langen Balken: „Wer’t mag de mag’t; un wer’t nich mag, mag jo woll nich mögen.“
1959 wurde das Haus bei einer Sanierung vereinfacht. 1983/84 konnten einige Teile wieder rekonstruiert werden (u. a. die den Raum charakterisierende Polychromie des Inneren). 2002 wurde das Café von der Deutschen Stiftung Denkmalschutz saniert; dabei wurden wichtige Details rekonstruiert. Das Café ist deshalb seit 2019 bis etwa 2025 geschlossen. Die Sanierung des Kaffees kostet erheblich mehr Zeit und Geld als erwartet.
Das Landesdenkmalamt befand u. a.: „… Hoetger verwirklichte 1925 im ‚Café Worpswede‘ seine ganz eigene Form der expressionistischen Backsteinarchitektur mit vielen phantasievollen und freien Formen und Details. Bauskulptur, Malerei, die Innenausstattung sowie die umgebende Landschaft sind dabei als Gesamtkunstwerk gestaltet ….“
1914 zog der Architekt Bernhard Hoetger nach Worpswede und verbrachte hier mehrere Jahre. Er prägte die Architektur des Ortes und entwarf in Worpswede das Landhaus Brunnenhof (1914), den Niedersachsenstein (1921), die Töpferei (1921), die Kunsthütte (1921), Haus Hoetger (1922), das Kaffee Worpswede (1925), das Logierhaus (1926) und die Große Kunstschau Worpswede (1927).